# Canadair CL-44
Canadair CL-44 — канадский турбовинтовой самолёт, разработанный на базе Bristol Britannia, компанией Canadair.

## История
Проектирование Canadair CL-44 велось на базе Bristol Britannia в конце 1950-х годов. Первый полёт самолёт совершил 16 ноября 1959 года. Во время испытательных полётов возникали проблемы с двигателями и полным отказом электрооборудования.
Первоначально CL-44-6 выпускался для ВВС Канады как CC-106 Yukon.
В декабре 1961 года самолёт установил мировой рекорд в своём классе, пролетев 10 860 км от Токио до базы ВВС Канады Трентон в Онтарио за 17 часов три минуты со средней скоростью 640 км/ч. Позже самолёт установил новый рекорд, пробыв в воздухе 23 часа 51 минуту. Рекорды были побиты в 1975 году.
Самолёт отличался конструкцией фюзеляжа, способной полностью открывать хвостовую часть для допуска в грузовой отсек.

## Эксплуатация
Первоначально CL-44-6 выпускался для ВВС Канады. Затем CL-44D4 был рассмотрен ВВС США в 1960-х годах, но проект так и не был завершён.
Единственным пассажирским эксплуатантом была исландская авиакомпания Icelandic Airlines.
Первоначально CL-44D4 покупали и эксплуатировали четыре авиакомпании: Seaboard World Airlines (США), Slick Airways(США), Slick Airways(США) и Icelandic Airlines (Исландия).
Позднее самолёт эксплуатировался в Аргентине, Австралии, Канаде, Колумбии, Кипре, Эквадоре, Сальвадоре, Габоне, Индонезии, Ирландии, Ливане, Ливии, Люксембурге, Марокко, Перу, Испании, Швейцарии, Великобритании, Уругвае, Заире. Военный вариант эксплуатировался только ВВС Канады.
Самолёт перестал эксплуатироваться в Канаде в 1971 году, и был заменён Boeing 707. Оставшиеся экземпляры были проданы в Африку и Южную Америку. Причиной быстрой приостановки эксплуатации стала высокая стоимость запчастей самолёта.

## Модификации
- CL-44-6 — версия, построенная для ВВС Канады (12 единиц);

- CL-44D4-1 — грузопассажирский вариант для Seaboard World Airlines (восемь единиц);

- CL-44D4-2 — грузопассажирский вариант для Flying Tiger Line (13 единиц);

- CL-44D4-6 — грузопассажирский вариант для Slick Airways[англ.], (4 единицы);

- CL-44D4-8 — гражданский вариант для Icelandic Airlines, (2 единицы);

- CL-44J — удлинённый вариант CL-44D4 с пассажировместимостью до 189 человек (4 единицы);

- CL-44-O (Skymonster и CL-44 Guppy) — грузовая модификация с увеличенной грузоподъёмностью.

## Аварии и катастрофы
За всё время эксплуатации был потерян 21 самолёт Canadair CL-44. При этом погибли 42 человека.
| Дата       | Бортовой номер | Место            | Жертвы  | Краткое описание |
| ---------- | -------------- | ---------------- | ------- | --- |
| 21.03.1966 | N453T          | Норфолк          | 0/6     | Жёсткая посадка из-за ошибки экипажа. |
| 24.12.1966 | N228SW         | Дананг           | 107+4/4 | Упал на хижины при заходе на посадку во время дождя. |
| 01.05.1969 | N446T          | Анкоридж         | 0/4     | При посадке сошёл с полосы и загорелся. |
| 02.12.1970 | TF-LLG         | Дакка            | 3+4/4   | При посадке упал на дома из-за технической неисправности. |
| 20.07.1972 | LV-JYR         | Анды             | 6/6     | Пропал в горах. |
| 22.12.1974 | G-AWSC         | Лусака           | 0/5     | Совершил жёсткую посадку с «козлением», сломал шасси и загорелся. |
| 22.02.1975 | HK-1972        | вблизи Медельина | 5/5     | При взлёте задел крылом дерево, потерял управление и разбился. |
| 27.09.1975 | LV-JSY         | Майами           | 6/10    | Разбился при взлёте. На земле пострадал 1 человек. |
| 28.08.1976 | OB-R-1104      | Перу             | 6/6     | Пропал. |
| 02.09.1977 | G-ATZH         | Гонконг          | 4/4     | Разбился через 8 минут после взлёта из-за пожара в двигателе. |
| 06.07.1978 | G-BCWJ         | Найроби          | 0/4     | Сломал шасси при посадке. |
| 10.10.1979 | CX-BKD         | Монтевидео       | 0/6     | Сломал шасси при посадке. |
| 04.11.1980 | 5B-DAN         | Акротири         | 0/3     | При посадке не вышло шасси. Приземлился «на брюхо». |
| 18.07.1981 | LV-JTN         | 50 км от Еревана | 4/4     | Протаранен советским истребителем Су-15ТМ после того, как нарушил воздушное пространство СССР. По другим данным, самолёты столкнулись случайно. Советский лётчик успешно катапультировался.           |
| 19.01.1982 | HC-BHS         | Майами           | 0/6     | Списан после аварийной посадки из-за утечки гидравлики. |
| 05.02.1982 | TR-LVO         | Хараре           | 0/0     | Пожар в ангаре. |
| 06.07.1988 | HK-3148X       | Барранкилья      | 3/8     | Отказ двигателя. Разбился во время вынужденной посадки. |
| 01.12.1992 | N100BB         | Агуадилья        | 0/н.д.  | Потеря мощностей двигателей. Совершил жёсткую посадку. |
| 14.04.2000 | 3C-ZPO         | Киншаса          | 0/0     | Уничтожены вместе с другими самолётами в ходе мощного пожара в аэропорту. По одним данным, он был вызван взрывами на складе боеприпасов, по другим — падением военного самолёта. Погибли 109 человек. |
| 14.04.2000 | TN-235         | Киншаса          | 0/0     | Уничтожены вместе с другими самолётами в ходе мощного пожара в аэропорту. По одним данным, он был вызван взрывами на складе боеприпасов, по другим — падением военного самолёта. Погибли 109 человек. |
| 17.02.2002 | 9Q-CTS         | Мбужи-Майи       | 0/23    | Жёсткая посадка в поле после пожара в двигателе. |

## Лётно-технические характеристики
- Экипаж: 2 пилота, 1 бортинженер.

- Вместимость: 160 пассажиров (некоторые варианты до 189 пассажиров) или 66 048 фунтов (29 959 кг) полезной нагрузки

- Длина: 41,73 м

- Размах крыльев: 43,37 м

- Высота: 11,18 м

- Вес пустого: 40 348 кг

- Максимальный взлётный вес: 95 000 кг

- Силовая установка: 4 турбовинтовых двигателя Rolls-Royce Tyne 515/50 мощностью 5730 л. с. каждый

- Максимальная скорость: 670 км/ч

- Крейсерская скорость: 646 км/ч

- Дальность полета: 8 993 км
- Потолок: 9 100 м